# Оскар Заля
Оскар Заля (нім. Oskar Sala, 18 липня 1910, Грайц, (Тюрингія) — 27 лютого 2002, Берлін) — німецький композитор, фізик та винахідник. Один з піонерів німецької електронної музики.

## Біографія

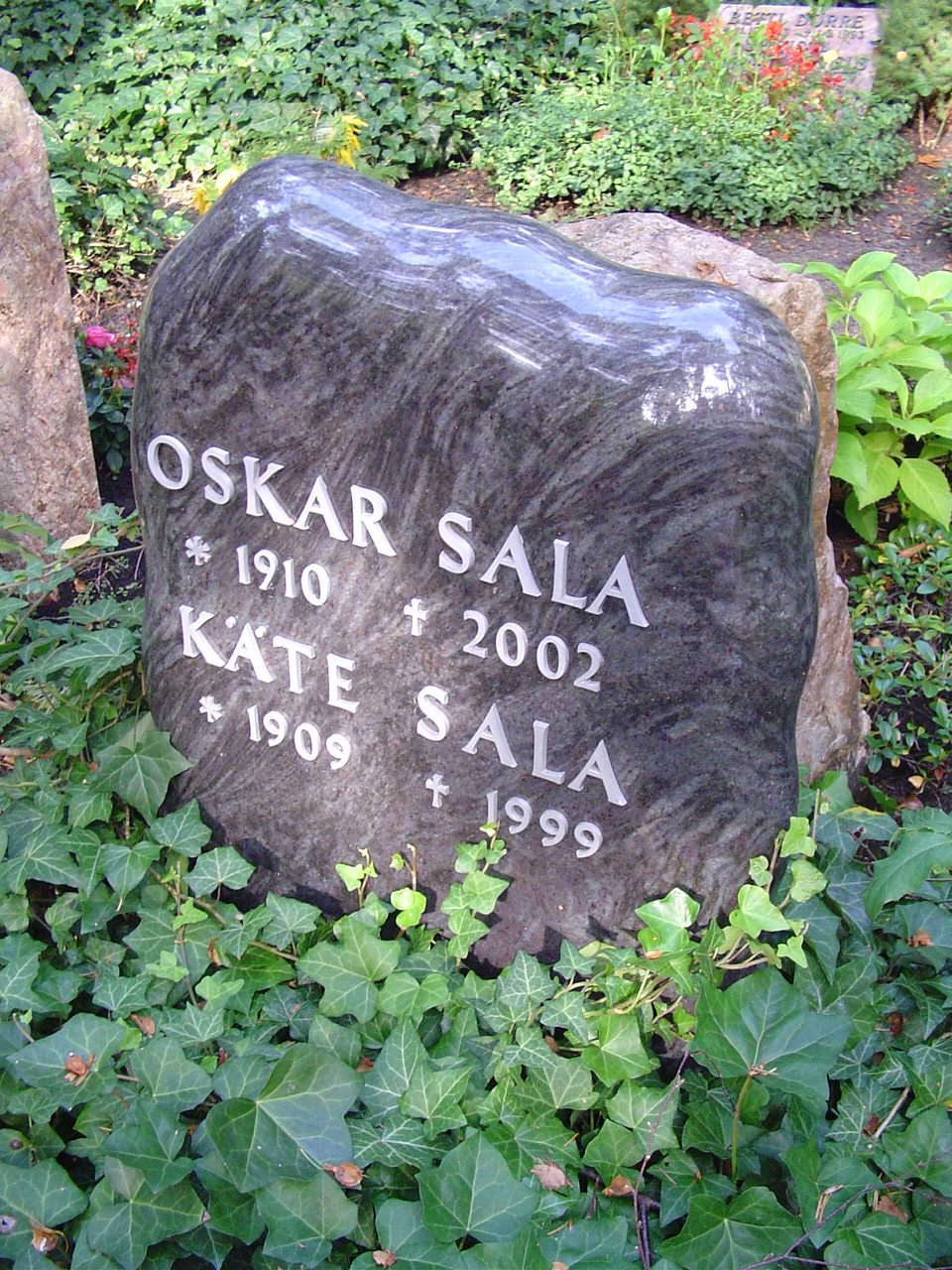
Надгробок

Народився у місті Грайц на сході Німеччини в родині лікаря-офтальмолога Пауля Залі. Ще підлітком почав писати свої перші твори, серед яких: сонати, варіації та фантазія для фортепіано, сонати для скрипки і фортепіано, а також пісні у супроводі фортепіано. Концертував як піаніст у рідному місті та в Лейпцигу. З 1929 року навчався у Берлінській Вищій музичній школі по класу композиції у Пауля Гіндеміта. В Берліні познайомився з винахідником траутоніума Фрідріхом Траутвайном, де 30 червня 1930 р., оволодівши прийомами гри на інструменті, публічно продемонстрував його можливості на «Фестивалі Нової Музики» разом з П. Гіндемітом та піаністом Р. Шмідтом. В Мюнхені 1931 р. Оскар Заля брав участь у прем'єрі «Концерту для траутоніума і струнного оркестру» П. Гіндеміта як головний сольний виконавець.

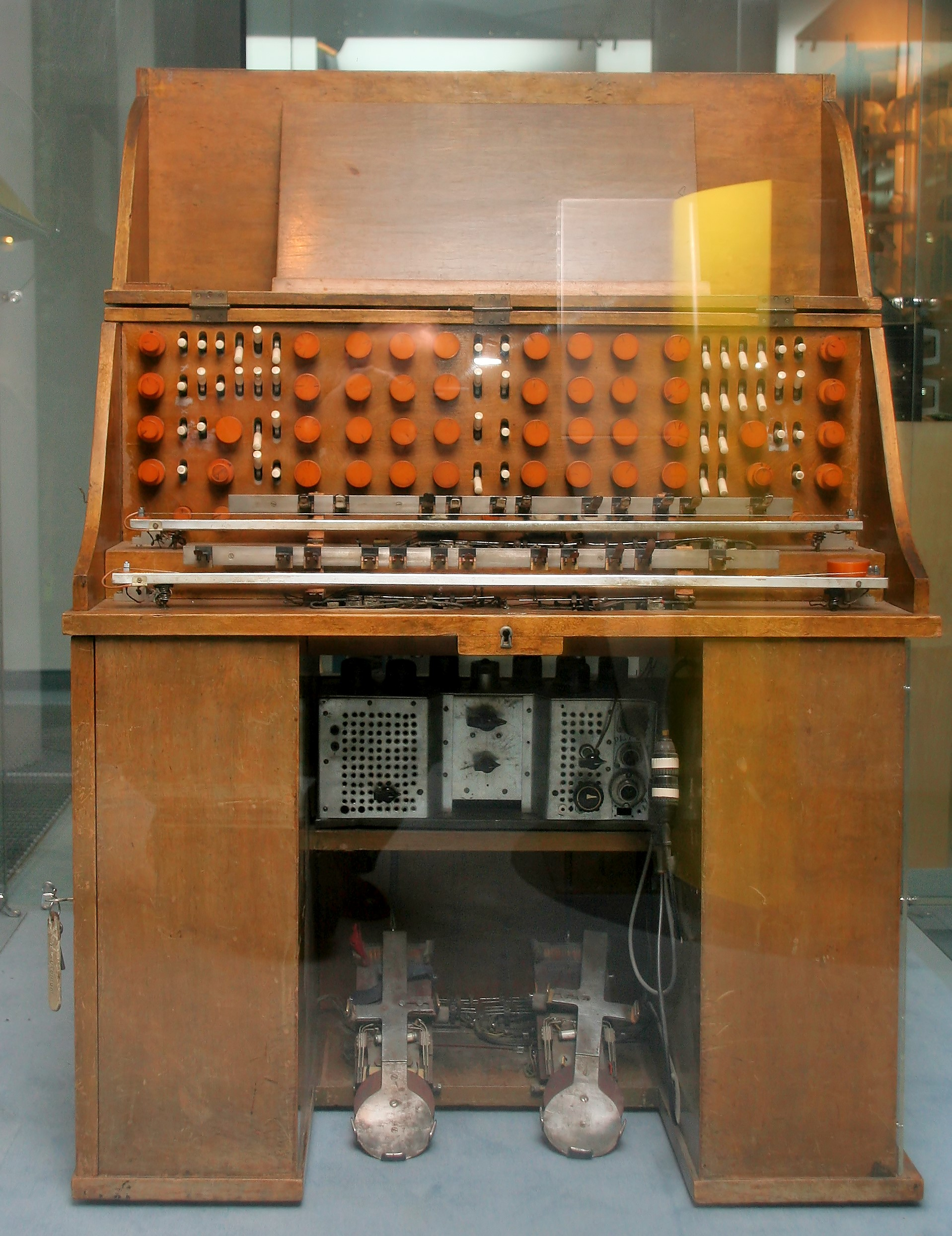
Mixturtrautonium, 1952

З 1932 по 1936 р., для поглиблення математичних та наукових знань, вивчав фізику в Берлінському університеті. В 1935 р. представив вдосконалену версію траутоніума, так званий «Rundfunktrautonium». Одним з перших нововведень винахідника була ще одна струна на передній панелі інструмента. Також вів нічну радіопередачу «Музика на Траутоніумі» (нім. «Musik auf dem Trautonium»), яка тривала п'ятнадцять хвилин і була надзвичайно популярною. Музика виконувалася вживу, звучали класичні композиції і сучасні твори для траутоніума. В 1938 р. Заля сконструював концертну версію інструмента («Konzerttrautonium»), яка важила 400 кг.

В 1944 р. композитор призваний в армію на Східний фронт, де був важко поранений і направлений у військовий госпіталь у Мюнстер. В липні 1945 р. повернувся у Грайц. З 1949 по 1952 р. працював над новою версією траутоніума — «Mixturtrautonium». Важливим досягненням стає розробка електричної схеми, яка уможливлює керування субгармонійним рядом (нім. «subharmonischer Mixturen»), значно розширює тембровий діапазон інструмента. На розроблену ним схему отримав патенти в Німеччині, Франції та США. До кінця 1950-х рр. вів активну концертну діяльність пропагуючи траутоніум, проте з 1958 р. працював виключно у власній студії в Берліні. В серпні 1988 р., вперше після 30-річної перерви, Заля виступив з концертом в Берлінському Залі конгресів (тепер Будинок культур світу; нім. Haus der Kulturen der Welt, скор. HKW). Помер в ніч з 26 на 27 лютого 2002 року в Берліні. 

## Музика до кінофільмів
Композитору належить понад 300 композицій написаних для кіноіндустрії. Багато з них відзначено нагородами. Майже у всіх німецьких телевізійних рекламах повоєнного періоду була використана музика Оскара Залі. В 1961 р. знайомиться з Альфредом Хічкоком і пише музику до його кінострічки «Птахи», яка приносить композитору міжнародне визнання. В 1963 р. короткометражний фільм «In wechselndem Gefalle», в якому використана музика Залі, удостоєний Золотою пальмовою гілкою.

### Фільмографія
- Dein Horoskop — Dein Schicksal (1955) (Документальний)
- Schneewei?chen und Rosenrot (1955)
- Forschung und Leben — Schopfung ohne Ende (1956) (Документальний)
- Anders als du und ich (1957) «Elektronen-Musik»
- Alvorada — Aufbruch in Brasilien (1962) (Документальний)
- Der Fluch der gelben Schlange (1962/63)
- In wechselndem Gefalle (1963)
- Die Vogel (1963)
- Der Wurger von Schloss Blackmoor (1963)
- Korallen — Skulpturen der Meere (1964) (Документальний)
- Die Todesstrahlen des Dr. Mabuse (1964)
- Make Love Not War — Die Liebesgeschichte unserer Zeit (1967)
- Herrliche Zeiten im Spessart (1967)
- Unterwegs nach Kathmandu (1970/71)
- Gestern war heute noch morgen — Planet Erde (1991) (Документальний)
- Das letzte U-Boot (1992)
- Kiss My Blood (1998)
- Oskar Sala — Die vergangene Zukunft des Klanges (1999) (Документальний)